# Альмурадьєль
Альмурадьєль (ісп. Almuradiel) — муніципалітет в Іспанії, у складі автономної спільноти Кастилія-Ла-Манча, у провінції Сьюдад-Реаль. Населення — 891 особа (2010).
Муніципалітет розташований на відстані близько 210 км на південь від Мадрида, 65 км на південний схід від Сьюдад-Реаля.
На території муніципалітету розташовані такі населені пункти: (дані про населення за 2010 рік)
- Альмурадьєль: 862 особи
- Вента-де-Карденас: 29 осіб

## Демографія
Динаміка населення (INE ):

## Галерея зображень

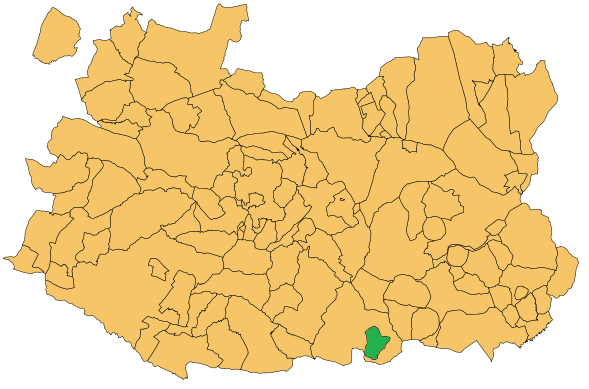
Розташування муніципалітету у провінції Сьюдад-Реаль